# Erwin Bumke
Erwin Konrad Eduard Bumke (ur. 7 lipca 1874 w Słupsku, zm. 20 kwietnia 1945 w Lipsku) – niemiecki prawnik, ostatni przewodniczący Sądu Najwyższego Rzeszy Niemieckiej.
Po śmierci von Hindenburga, zgodnie z konstytucją Republiki Weimarskiej Bumke powinien objąć urząd Prezydenta Rzeszy, czemu zapobiegła wprowadzona 1 sierpnia 1934 przez zdominowany przez nazistów Reichstag Ustawa o Naczelniku Rzeszy Niemieckiej (niem. Gesetz über das Staatsoberhaupt des Deutschen Reiches) łącząca urzędy prezydenta i kanclerza.
23 grudnia 1933 Bumke uniewinnił bułgarskich komunistów oskarżonych o podpalenie Reichstagu.
W okresie rządów NSDAP często wydawał wyroki uznawane dziś za niesprawiedliwe i z tego powodu jego portret nie widnieje wśród podobizn byłych przewodniczących Sądu Najwyższego Rzeszy Niemieckiej w Bundesgerichtshof w Karlsruhe.
20 kwietnia 1945, w dniu urodzin Hitlera i dwa dni po wkroczeniu sił armii amerykańskiej do Lipska, Bumke popełnił samobójstwo.